# الولايات المتحدة في حرب فيتنام

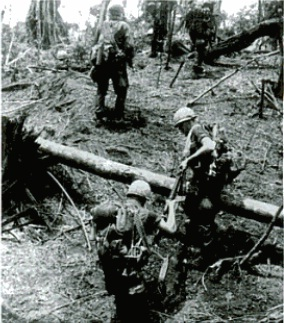
الولايات المتحدة في حرب فيتنام

بدأ دور الولايات المتحدة في حرب فيتنام بعد الحرب العالمية الثانية وتصاعد إلى التزام كامل خلال حرب فيتنام من عام 1955 إلى عام 1973. نشأ تورط الولايات المتحدة في جنوب فيتنام من مجموعة من العوامل: تاريخ فرنسا الاستعماري الطويل في الهند الصينية الفرنسية، حرب الولايات المتحدة مع اليابان في المحيط الهادئ، وتعهد كل من جوزيف ستالين وماو تسي تونغ سنة 1950 بدعم هوشي منه وقوات حرب العصابات في فييت مينه. فيما يتعلق بهذا، كانت الولايات المتحدة ضد تقديم أي مساعدة لفرنسا من شأنها بأي شكل من الأشكال دعم نضال فرنسا للحفاظ على إمبراطوريتها الاستعمارية قبل الحرب العالمية الثانية. ومع ذلك، عرض ستالين وماو دعمهما لفيت مينه سنة 1950، تطورت ديناميكية ساحة المعركة والطابع الجيوسياسي للنضال إلى صراع عالمي ضد التوسعية الماوية والستالينية. في ذلك الوقت، في سبتمبر 1950، بدأت القوات الفرنسية في الحصول على دعم معتدل من أمريكا. بدءًا من الإمدادات العسكرية بقيمة 10 ملايين دولار أمريكي، قدم الرئيس هاري ترومان من هذا الدعم الأولي كميات متزايدة تدريجيًا من المساعدة المالية والعسكرية للقوات الفرنسية التي تقاتل في ما كان لا يزال في أذهان القوى الغربية في الهند الصينية الفرنسية. ابتداءً من عام 1950، ازداد تدخل الولايات المتحدة من مجرد مساعدة قوات الاشتباك الفرنسية إلى تقديم مساعدة عسكرية مباشرة للدول المرتبطة بها، أنام وتونكين ولاوس وكمبوديا. في النهاية، نُفذت المهام الأمريكية بمعدل أكثر اتساقًا بإرسال كميات متزايدة من المساعدة العسكرية من الولايات المتحدة. كان هدفهم الرئيسي هو تقييد التوسع الشيوعي في الهند الصينية لأنهم اعتقدوا أنه سيؤدي قريبًا إلى استيلاء الشيوعيين على السلطة في تايلاند ولاوس والملايو والمناطق التي أصبحت فيما بعد فيتنام. وربما سيؤدي هذا إلى تغيير ميزان القوى في جميع أنحاء آسيا. شهدت مؤسسة السياسة الخارجية الأمريكية تهميش الأمن القومي للولايات المتحدة ومصالح أوروبا الغربية بسبب صعود التوسع الشيوعي، من ثم سعت إلى تقييده. في عهد ترومان، ارتفع الدعم من 10 ملايين دولار في سبتمبر 1950 إلى 150 مليون دولار بنهاية عام 1951. وانتقل الصراع من ترومان إلى أيزنهاور، الذي شهد سقوط الهند الصينية الفرنسية، وسنة 1961 نقلت إدارة أيزنهاور الصراع إلى كينيدي. في مايو 1961، أرسل كينيدي 500 مستشار عسكري إضافي، ليصل عدد القوات الأمريكية هناك إلى 1400. مع زيادة الميزانية ومع وجود التمهيد الأمريكي على الأرض في فيتنام بحلول عام 1961 على الأقل، أصبحت هذه الإجراءات موضع تساؤل من قبل قطاعات أخرى من الحكومة الأمريكية وبين شعب الولايات المتحدة. في النهاية، تتراوح تقديرات عدد الجنود والمدنيين الفيتناميين الذين قتلوا من 966000 إلى 3812000. تشير سجلات عام 2017 الحالية إلى أن الصراع أدى إلى مقتل 58318 أمريكيًا.

## تحت إدارة كينيدي
سنة 1961، اتخذت الإدارة الجديدة للرئيس جون كينيدي نهجًا جديدًا لمساعدة القوات المناهضة للشيوعية في فيتنام والتي تختلف عن إدارات الرئيسين ترومان وأيزنهاور، اللتين شعرت أن الدولة المجاورة لاوس كانت عقبة أمام محاربة تهديد الشيوعية في جنوب شرق آسيا. خلال عام 1961، أول عام له في المنصب، خصص كينيدي 28.4 مليون دولار لتوسيع الجيش الفيتنامي الجنوبي و12.7 مليون دولار لتعزيز الحرس المدني. ووجد نفسه في مواجهة أزمة من ثلاثة أجزاء: فشل غزو خليج الخنازير في كوبا. بناء السوفييت جدار برلين وتسوية تفاوضية بين حكومة لاوس الموالية للغرب وحركة باثيت لاو الشيوعية. الخوف من أن يؤدي فشل آخر من جانب الولايات المتحدة في وقف التوسع الشيوعي إلى إلحاق ضرر قاتل بمصداقية الولايات المتحدة مع حلفائها، أكد كينيدي التزامه الدفاع عن جنوب فيتنام  في 11 مايو في مذكرة الأمن القومي رقم 52، التي أصبحت تُعرف باسم «البرنامج الرئاسي لفيتنام». نص بيانها الافتتاحي على ما يلي:
«أهداف الولايات المتحدة ومفهوم العمليات هي لمنع الهيمنة الشيوعية على جنوب فيتنام. لإنشاء مجتمع قابل للحياة وديمقراطي بتزايد في ذلك البلد، والشروع، على أساس متسارع، في سلسلة من الأعمال الداعمة المتبادلة ذات الطابع العسكري والسياسي والاقتصادي والنفسي والسري المصممة لتحقيق هذا الهدف».
كان كينيدي مفتونًا بفكرة استخدام القوات الخاصة للجيش الأمريكي في صراعات مكافحة التمرد في دول العالم الثالث المهددة بـ «حروب التحرير الوطنية» الجديدة. بوصفها كانت مخصصة في الأصل للاستخدام خلف الخطوط الأمامية بعد الغزو التقليدي لأوروبا، اعتقد كينيدي أن تكتيكات حرب العصابات التي تستخدمها القوات الخاصة ستكون فعالة في حرب «الفرشاة» في جنوب فيتنام. وهكذا، في مايو 1961، أرسل كينيدي مفارز من القبعات الخضراء إلى جنوب فيتنام.
كان نظام ديام قادرًا في البداية على التعامل مع تمرد الجبهة الوطنية لتحرير فيتنام الجنوبية -فييت كونغ- في جنوب فيتنام بمساعدة العتاد والمستشارين الأمريكيين، وبحلول عام 1962، بدا أنه ستكون لها اليد العليا. تلقى كبار القادة العسكريين الأمريكيين تقارير إيجابية من القائد الأمريكي، الجنرال بول هاركينز، من قيادة المساعدة العسكرية فيتنام، أو MACV. لكن بحلول العام التالي، بدأت الشقوق تظهر في واجهة النجاح. في يناير، تسبب انتصار محتمل تحول إلى هزيمة مذهلة للقوات الحكومية في معركة Ap Bac في إثارة الذعر بين كل من المستشارين العسكريين في الميدان وبين السياسيين في واشنطن العاصمة. وقيل إن الحرب لا يمكن الفوز بها، وأنها كانت في النهاية حربًا فيتنامية وليست حربًا أمريكية.
كان ديام قد أصبح بالفعل غير محبوب لدى العديد من مواطنيه بسبب محسوبية إدارته، والفساد، وتحيزها الواضح لصالح الأقلية الكاثوليكية -التي كان ديام جزءًا منها- على حساب الأغلبية البوذية. ساهم هذا في الانطباع بأن حكم ديام امتداد للنظام الاستعماري الفرنسي. لم توضع إصلاحات الأراضي الموعودة، وكان برنامج قرية ديام الاستراتيجي للدفاع عن النفس في القرية -والسيطرة الحكومية- كارثة. أصبحت إدارة كينيدي محبطة بشكل متزايد من ديام. سنة 1963، شنّت قوات ديام حملة قمع ضد الرهبان البوذيين المحتجين على الممارسات التمييزية ويطالبون بصوت سياسي. أدى قمع ديام للاحتجاجات إلى اندلاع ما يسمى بالأزمة البوذية، إذ ارتكب العديد من الرهبان التضحية بالنفس، التي غطتها الصحافة العالمية. استفاد الشيوعيون استفادة كاملة من الوضع وأثاروا المشاعر المعادية لديام لخلق مزيد من عدم الاستقرار. رغم التردد في إطلاق التدخل الأمريكي على نطاق واسع في نزاع فيتنام،  إلا أن إدارة كينيدي ستصعد عدد القوات الأمريكية في فيتنام الذين عملوا مستشارين للجيش الفيتنامي الجنوبي. في وقت اغتيال كينيدي سنة 1963، نما عدد المستشارين العسكريين الأمريكيين في فيتنام إلى ما لا يقل عن 16000.